# By Unseen Hand
Pour plus de détails, voir Fiche technique et Distribution.
By Unseen Hand est un film muet américain réalisé par William Duncan, sorti en 1914.

## Fiche technique
- Titre : By Unseen Hand
- Réalisation : William Duncan
- Scénario : J.G. Hawks
Hardee Kirkland
- Photographie :
- Producteur : William Selig
- Société de production : Selig Polyscope Company
- Société de distribution : General Film Company
- Pays de production :   États-Unis
- Langue : film muet avec les intertitres en anglais
- Format : Noir et blanc — 35 mm — 1,33:1 — Muet
- Métrage : 300 mètres (1 bobine)
- Genre : Film dramatique, Film policier, Thriller
- Durée : 10 minutes
- Date de sortie : 
  - États-Unis : 7 janvier 1914

## Distribution
- William Duncan : Jimmy Norton
- Myrtle Stedman : Margaret Warrington
- Lester Cuneo : Warrington, le frère de Margaret
- Rex De Rosselli : Arthur Baxter
- Marshall Stedman : John Masterson
- Tom Mix : Chief Jackson